# أذن قرنبيطية
الأذن القُنبيطية أو القرنبيطية (بالإنجليزية: cauliflower ear)‏ هي حالة غير قابلة للعكس تحدث عندما يُصاب الجزء الخارجي من الأذن برض يسبب جلطة دموية أو تجمع مجموعة أخرى من السوائل تحت السمحاق. يؤدي هذا الأمر إلى فصل الغضروف عن السمحاق المغطي والذي يمده بالعناصر الغذائية، ما يؤدي إلى موته وتكون نسيج ليفي في الجلد الذي يغطيه. نتيجة لذلك، تصبح الأذن الخارجية منتفخة ومشوهة تشوهًا دائمًا، وتشبه القرنبيط.
تعد هذه الحالة شائعة في الفنون القتالية مثل جيو جيتسو البرازيلية أو المصارعة أو الجودو أو فنون القتال المختلطة، وفي الرياضات ذات الاحتكاك الكامل مثل اتحاد الرغبي ودوري الرغبي.

## التظاهرات
يعاني الأشخاص المصابون بورم دموي أذني محتمل من إصابات إضافية أغلب الأحيان (مثل تمزقات الرأس أو العنق) نتيجة الأسباب الرضية الشائعة للورم الدموي الأذني. تكون الأذن نفسها متوترة ومتقلبة ومؤلمة غالبًا مع ألم نابض. مع ذلك، قد يُهمل الورم الدموي الأذني بسهولة ولا يُعار أي اهتمام نظرًا لترافقه أغلب الأحيان مع أذيات محتملة أهم.

## الأسباب
تعد الإصابة الكليلة المنتجة للورم الدموي السبب الأكثر شيوعًا للأذن القرنبيطية، وفي حال تركت دون علاج، تُشفى في النهاية وتعطي المظهر المميز للأذن القرنبيطية. يدعم هيكلَ الأذن سقالةٌ غضروفية تتشكل من المكونات المميزة التالية: الحلزون والوترة وصدفة الأذن والزنمة والوتيدة. يكون الجلد المغطي للغضروف رقيقًا للغاية ولا يحتوي على دهون تحته تقريبًا لكنه يرتبط أيضًا بقوة بسمحاق الغضروف، ويعد السمحاق غنيًا بالأوعية الدموية لإمداد الغضروف الخالي من الأوعية بالدم.
قد تحدث الأذن القرنبيطية أيضًا في حال إصابة النسيج الضام للأذن بأذية التهابية غير رضية كما هو الحال في التهاب الغضاريف الناكس (آر بّي)، وهو اضطراب روماتيزمي نادر تؤدي فيه نوبات الالتهاب المتكررة إلى تدمير غضروف الأذنين والأنف. قد تُصاب المفاصل والعينان والجهاز السمعي والجهاز القلبي الوعائي والجهاز التنفسي أيضًا.

## الآلية
تشمل العناصر التي تُصاب في الأذن القرنبيطية الجلد الخارجي والسمحاق والغضروف. يكون الجلد الخارجي للأذن ملتصقًا بالسمحاق بقوة نظرًا لانعدام الدهون تحت الجلد تقريبًا في القسم الأمامي من الأذن. تؤدي البنية التشريحية إلى بقاء السمحاق معرضًا نسبيًا للأذية الناتجة عن الرض المباشر وقوى التمزيق بسبب قوة دافعة على الأذن مثل اللكمة وبالتالي يزيد خطر تشكل الورم الدموي. في الورم الدموي الأذني، يتراكم الدم بين السمحاق والغضروف. يعيق الورم الدموي جريان الدم ميكانيكيًا من السمحاق إلى الغضروف الخالي من الأوعية. يعرض نقص التروية الغضروف إلى خطر التنخر أو الإنتان أو كليهما. إذ تُركت الحالة دون علاج، يحدث تليف غير منتظم وتشكل غضروفي حول المكونات الغضروفية المذكورة أعلاه.
بالتالي، يمتلئ الصيوان المقعر بنسيج ضام غير منتظم. يتشوه الصيوان لاحقًا ويلتوي ويؤدي إلى تشكل منظر مميز يشبه القرنبيط نوعًا ما. يؤدي تفريغ الدم السريع إلى استعادة الاتصال الوثيق بين الغضروف والسمحاق، وبالتالي يقلل احتمال التشوه عبر تقليل الإقفار الذي يحدث في حال بقاء الورم الدموي.
يحدث الورم الدموي أغلب الأحيان في المكان الموجود بين الصيوان والوترة (المصباب) ويمتد إلى الأمام حتى الحفرة المثلثية. قد يتشكل الورم الدموي في حالات أقل شيوعًا في الصدفة أو المنطقة الداخلية للصماخ السمعي الظاهر أو حوله. في حالات أهم، قد يتشكل الورم الدموي الأذني على السطح الخلفي للأذن، أو حتى على السطحين. يكون خطر التنخر النسيجي أعظميًا حين يُصاب السطحان الأمامي والخلفي كلاهما، رغم أن إصابة السطح الخلفي أقل شيوعًا نظرًا لوجود كمية أكبر من النسيج تحت الجلدي المخمد للصدمات.